# Рудник Саргардон
Рудник Саргардон – колишній гірничодобувний майданчик на сході Узбекистану, розташований у Чаткальскому хребті у сточищі Чаткалу (ліва твірна Чирчику).
Вольфрамове родовище Саргардон належало до дрібних рудопроявів з багатими рудами, з огляду на що його відпрацювання вели старательським способом. Роботи почались ще до радянсько-німецької війни, проте завершились у тих же 1940-х роках.
Можливо відзначити, що Саргардон був не єдиним об’єктом розробки на вольфрам у регіоні. Так, у тих же 1940-х велись роботи в долині річки Ойгаінг, що дренує західний схил сусіднього з Чаткальським Пскемського хребта (та належить до сточища правої твірної Чирчику). Відомо, що станом на 1946 рік в Ойгаінгу працювала старательська артіль з депортованих радянською владою карачаєвців. Руду подрібнювали та збагачували вручну, після чого концентрат здавали державній конторі.